# Lara Elena Donnelly

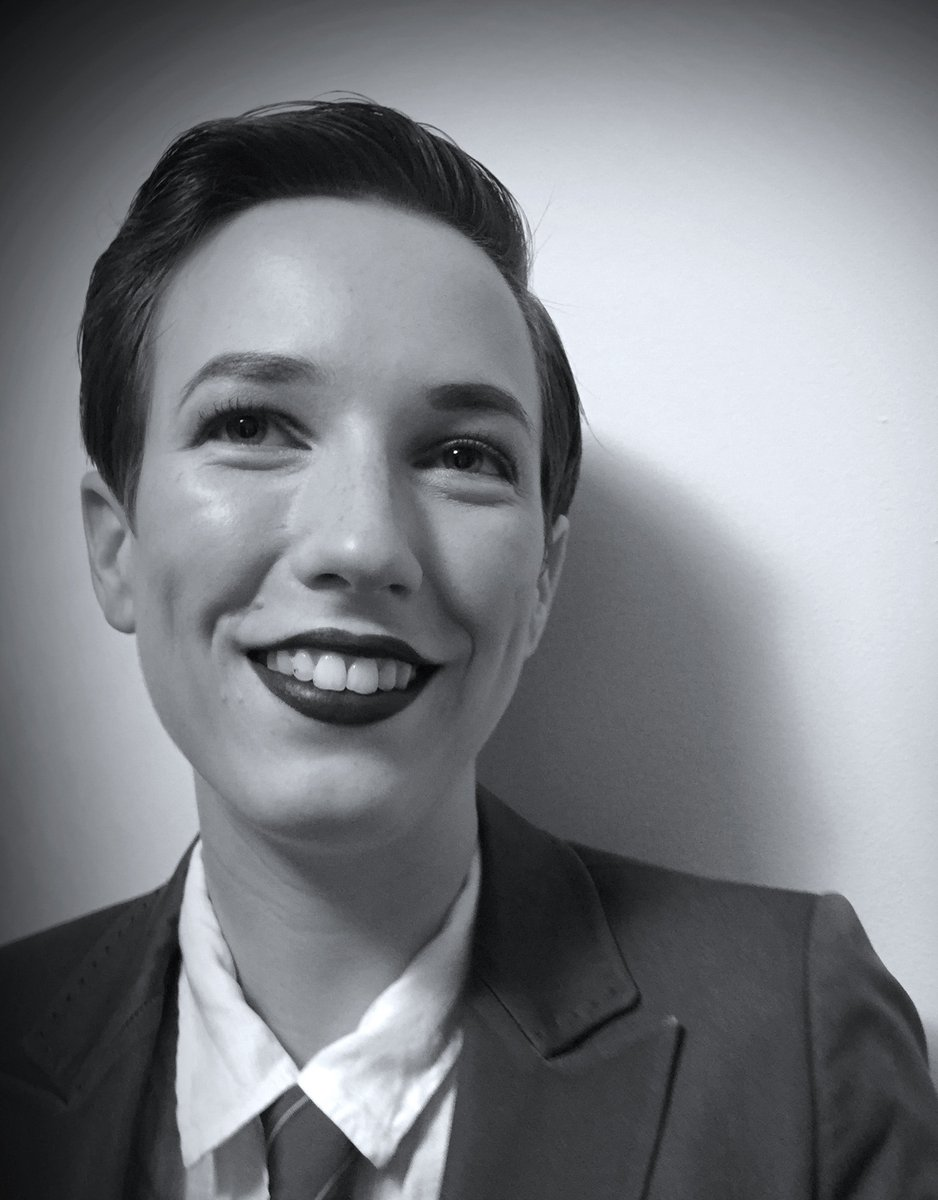
Lara Elena Donnelly (2018)

Lara Elena Donnelly (geboren am 7. März 1990) ist eine amerikanische Schriftstellerin.

## Leben
Donnelly wuchs in einer Kleinstadt in Ohio auf und lebte eine Zeit lang in Louisville, Kentucky.
2007 und 2008 war Donnelly Teilnehmerin des Alpha Workshops, eines Kurses für jugendliche Autoren aus den Bereichen Science-Fiction, Fantasy und Horror.
2012 war sie Teilnehmerin des Clarion Workshops in San Diego.
2013 veröffentlichte Donnelly eine erste Erzählung The Bohemian Method in dem Magazin Icarus. Ihr erster Roman Amberlough erschien 2017, dem 2018 die Fortsetzung Armistice folgte. Der dritte Band Amnesty folgte 2019.
Amberlough ist eine Hafenstadt und eine der Hauptstädte von Gedda, einer von vier Stadtstaaten gebildeten Konföderation. In die politische Auseinandersetzungen werden die beiden Protagonisten Cyril DePaul und sein Geliebter Aristide Makricosta hineingezogen. DePaul ist ein Mitarbeiter des Geheimdienstes von Amberlough, Makricosta ist Schmuggler, beide kommen gut miteinander aus, da DePaul die illegalen Aktivitäten seines Partners deckt und der wiederum DePauls Affären ignoriert. Abgesehen davon, dass der Roman in einer fiktiven Welt spielt, könnte ebenso auch eine amerikanische Metropole der Gegenwart oder jüngsten Vergangenheit mit einer liberalen, kosmopolitischen Gesellschaft den Hintergrund des Romans bilden. Amberlough war 2018 für den Nebula Award, den Locus Award und den Lambda Award nominiert.
Donnelly lebt in Harlem, New York.

## Bibliografie

### The Amberlough Dossier
- 1 Amberlough (2017)
  - Deutsch: Amberlough – Stadt der Sünde. Übersetzt von Roswitha Giesen. Cross Cult Entertainment, 2023. ISBN 9783986663285
- 2 Armistice (2018)
  - Deutsch: Armistice – Schweigen der Waffen. Übersetzt von Roswitha Giesen. Cross Cult Entertainment, 2024. ISBN 9783986663612
- 3 Amnesty (2019)
  - Deutsch: Amnesty – Ruf nach Gerechtigkeit. Übersetzt von Roswitha Giesen. Cross Cult Entertainment, 2024. ISBN 9783986663636

### Einzelwerke
- Base Notes (2022)

### Kurzgeschichten
- The Bohemian Method (2013)
- The Witches of Athens (2013)
- In Flagrante Delicto (2013)
- Chopin’s Eyes (2014)
- Homegrown Tomatoes (2014)
- The Dirty American (2015)
- Making Us Monsters (2017, mit Sam J. Miller)